# Wildvogel
Wildvogel è un film del 1943 diretto da Johannes Meyer.

## Trama
Wolff Benningsen è un costruttore aeronautico, Vika von Demnitz una bellissima storica dell'arte: i due, quando si conoscono, sono attratti l'uno dall'altra, ma i modi arroganti di Bennigsen respingono la giovane che, oltretutto, deve sposarsi di lì a poco con il professor Lossen. Bennigsen non mostra alcuna gelosia, dato che è convinto di non poter avere rivali. Due giorni prima del matrimonio, Vika rivede il costruttore: Lossen si rende conto del rapporto tra i due e mette in guardia la fidanzata contro Benningsen, del quale ha un'opinione piuttosto bassa. Ma, visto che Vika ama quel mostro di egoismo, la lascia libera.

## Produzione
Il film fu prodotto dalla Berlin-Film. Venne girato a Berlino e nel Tirolo dal 18 gennaio al maggio 1943.

## Distribuzione
Venne distribuito dalla Deutsche Filmvertriebs (DFV), presentato in prima al BTL Potsdamer Straße di Berlino il 21 dicembre 1943.